# Invasores de Marte
Invasores de Marte (Invaders from Mars) es una película estadounidense de ciencia ficción y terror de 1953 dirigida por William Cameron Menzies, con Jimmy Hunt y Leif Erickson como actores principales.
Producida y estrenada por 20th Century Fox en "SuperCinecolor" (Eastmancolor), la película se apresuró a entrar en producción para ser estrenada antes que La guerra de los mundos de George Pal (también estrenada en 1953), convirtiéndose en la primera película en mostrar extraterrestres y sus naves en color.
En 2024, fue seleccionada para su preservación en el Registro Nacional de Cine de Estados Unidos de la Biblioteca Nacional del Congreso por ser "cultural, histórica o estéticamente significativa".
Con el mismo título, en 1986 se estrenaría un remake dirigido por Tobe Hooper y con Karen Black en el papel principal. El protagonista infantil de la original, Jimmy Hunt, interpreta al jefe de policía.

## Argumento
Desde la ventana de su dormitorio, una noche de tormenta el niño David McLean (Jimmy Hunt), ve un OVNI aterrizando en el arenal detrás de su casa. Se lo cuenta a su padre, científico de profesión (Leif Erickson), que se acerca a investigar; a su vuelta, tiene una inusual cicatriz en la parte posterior de su cuello, que le hace comportarse de un modo diferente, siniestro. Gradualmente, David se da cuenta de que su padre forma parte de una conspiración en la que las gentes del pueblo se van convirtiendo, uno tras otro, en individuos fríos e inhumanos.
Con la ayuda de un amigo astrónomo, David rastrea el destino del objeto volador, que finalmente resulta ser un platillo volante que quedó enterrado en un hoyo de arena a las afueras de la ciudad. Dentro hay un marciano encerrado en una esfera transparente, rodeado de sus altos y verdes "mutantes" que están usando implantes cerebrales para controlar (y matarlos cuando dejan de ser útiles) a la población de la ciudad para sabotear los experimentos con cohetes nucleares que se están llevando a cabo allí.
En el clímax de la película, el ejército, los científicos y David huyen del hoyo de arena haciendo explotar tras ellos los explosivos escondidos dentro de la nave. Tras la explosión, la escena se corta y David está de vuelta en su cama, siendo despertado por un trueno. Corre al dormitorio de sus padres, confundido y asustado; ellos le tranquilizan diciéndole que todo ha sido una pesadilla y le mandan de vuelta a la cama. Cuando un trueno le vuelve a despertar una vez más, ve un OVNI aterrizar lentamente en el arenal cercano a su casa.

## Análisis
A pesar de ser de bajo presupuesto y rodada rápidamente, la película es notable por la novedad que introduce al mostrar la historia desde el punto de vista del niño, así como por su fotografía en vívidos colores. También son llamativos los diseños de escenario de Menzies (como la comisaría de policía, el observatorio planetario y los interiores de los pasillos del platillo marciano) con estructuras alargadas de paredes desnudas y sin adornos, a veces mucho más altas de lo necesario, lo que agrega toques de surrealismo onírico, así como el uso de efectos de sonido realmente extraños para la época, incluyendo el uso de múltiples voces "cantando" para indicar la apertura del suelo para los marcianos. Todos estos elementos ponen a esta película un palmo por encima de muchas otras producciones de bajo presupuesto de la época, convirtiéndola desde entonces en una película de culto.

## Efectos especiales
El efecto de los rayos caloríficos marcianos mostrando las paredes derretidas y burbujeantes de los túneles se creó filmando una gran tina de avena hirviendo desde arriba, coloreada de rojo con colorante alimentario e iluminada con luces rojas. El efecto de enfriamiento y burbujas en algunas zonas de las paredes destruidas se creó primero pegando globos inflados a las paredes. Las pruebas de cámara revelaron que parecían lo que eran, globos inflados pegados, por lo que el equipo de efectos probó con preservativos de látex inflados, más pequeños. Las pruebas posteriores mostraron que eran mucho más convincentes, por lo que el equipo terminó inflando más de tres mil y pegándolos a las paredes del escenario del túnel; en algunos planos se pueden apreciar los condones moviéndose ligeramente mientras los mutantes marcianos corren por los túneles.
En una de las primeras escenas, Jimmy recibe una bofetada de su padre, cuando este ya es controlado por los marcianos. Pues bien, en el rodaje de la escena el niño actor se adelantó a la marca en que tenía que permanecer, recibiendo una sonora bofetada de Leif Erickson.

## Modificaciones
Ya que el distribuidor británico se quejó de que el final onírico no era satisfactorio y la película no era suficientemente larga, se filmó un final alternativo para un reestreno en Reino Unido en 1954, eliminando la parte del sueño de David y alargando la escena en el planetario. Esa secuencia se filmó dos años después del estreno original, y mientras los actores adultos no habían cambiado significativamente, se nota claramente que Jimmy Hunt es un par de años mayor. También se pueden ver imágenes colgadas en la pared que no estaban en el set original, por lo que en un plano están y en el siguiente no, mientras se alternan tomas originales con las nuevas insertadas, y al niño le aparece de repente un chaleco mientras él y el doctor Kelston discuten ahora sobre incidentes OVNI recientes como las Luces de Lubbock y el caso Mantell y el profesor le muestra diversos modelos de "platillos" avistados como "Tipo I", "Tipo II", etc. En el final alternativo, el niño ve ahora el platillo descendiendo pero este resulta destruido por una explosión, sale de la ensoñación y ve que está en la comisaría, con los agentes diciéndole que el platillo ha sido destruido y sus padres están en el hospital, bien, pero recuperándose.

## Candidaturas a premios
La película fue candidata a los premios Hugo en la categoría de mejor representación dramática.

## Formato doméstico
La película fue lanzada en Blu-ray por Ignite Films con una restauración en 4k recobrando el aspecto original, después de años de versiones en DVD con el color atenuado por el paso del tiempo. También incluyó dos partes añadidas (el final alternativo y la escena más extendida en el planetario),así como dos tráileres originales, la presentación de John Sayles de la película en el Festival de Cine Turner Classics Movies de 2022 y una entrevista con John Landis y Joe Dante.

## Recepción y legado
Oscar Godbout, de The New York Times, opinó que la película era un entretenimiento estrictamente para jóvenes, "un cómic pictórico" que "probablemente asustaría a muchos niños pequeños". Una crítica generalmente positiva en Variety indicó: "La historia imaginativa hace un uso completo de equipos astronómicos y de laboratorio, así como de instalaciones de investigación atómica del gobierno como fondos para aumentar el realismo. Sin embargo, lo más destacado es una pistola de rayos marciana que puede hacer que la tierra se divida en pasajes subterráneos. Todo esto se ha rodado de manera efectiva por John Seitz en Cinecolor". Harrison's Report la declaró: "Un melodrama de ciencia ficción bastante bueno, filmado en Cinecolor. La historia, como en la mayoría de las películas de este tipo, es muy imaginativa, pero está llena de suspense de principio a fin y debería emocionar a los fanáticos de la acción, especialmente a los jóvenes".
El Consejo Cinematográfico del Sur de California advirtió: "La historia es extraña y aterradora, pero está bien hecha... con un colorido excepcional... el público está casi congelado con el miedo hasta que llega al final. Es una película demasiado aterradora y realista para los niños".
En la página web de reseñas cinematográficas Rotten Tomatoes, la película tiene un índice de aprobación del 88% basado en 16 reseñas. El historiador de cine Paul Meehan consideró Invasores de Marte como una "de las mejores del ciclo de invasiones de los años 50" y "en retrospectiva", una de las más influyentes del periodo, preparando el escenario para otras "películas de abducciones".
El autor y crítico de cine Leonard Maltin le otorgó tres de cuatro estrellas posibles, calificándola en su reseña de "absolutamente elegante".
Eternity Comics publicó en 1990 una adaptación al cómic de la película en tres números, escrita por Steven Phillips Jones y dibujada por Sandy Carruthers.
Se ha sugerido que la película pudo haber servido de inspiración en las afirmaciones de abducción OVNI de Betty y Barney Hill.